# Loving Cup
"Loving Cup" er en sang fra The Rolling Stones album Exile on Main St. fra 1972. 
Indspilningerne til "Loving Cup" startede i december, 1971, i Los Angeles på Sunset Sound Studios, og varede til marts, 1972. Mick Jagger sang, mens Keith Richards og Mick Taylor spillede sangens guitarer. Trommerne spillede Charlie Watts, og Bill Wyman spillede bass. Klaveret blev spillet af Nicky Hopkins. Saxofonen spillede endnu en gang Bobby Keys, og både trompet og trombone blev spillet af Jim Price. Albummets producer Jimmy Miller spillede nummeret maracas. Koret bestod af Jagger og Richards . 
Sangen blev optaget under The Stones 2006 A Bigger Bang Tour, hvor Jack White gæsteoptrådte, og udgivet på live albummet Shine a Light fra 2008.

### Fodnote
1. ↑  Loving Cup – Lyrics